# Chengtian Chuanzong
Chengtian Chuanzong (chiń. upr. 承天传宗; chiń. trad. 承天傳宗; pinyin Chéngtiān Chuánzōng; kor. 승천전종 Sŭngch'ŏn Chŏnjŏng; jap. Shōten Denshū; wiet. Thừa Thiên Truyền Tông) – chiński mistrz chan ze szkoły yunmen.

## Życiorys
O jego życiu wiadomo bardzo niewiele. Nauczał w klasztorze Chengtian w Quanzhou. Klasztor ten był uważany za jeden z trzech wielkich klasztorów w Fuzhou.
Mnich spytał mistrza Chengtiana:
„Kiedy wspaniałe działanie jest przejawiane bez przeszkód czy zahamowań, co wtedy?”
Chengtian powiedział:
„Dziś w Chengtian flaga została podniesiona i opuszczona”.
Mnich krzyknął.
Chengtian powiedział:
„Spadkobierca Linjiego.”
Mnich krzyknął powtórnie.
Chengtian uderzył go.

## Linia przekazu Dharmy zen
Pierwsza liczba oznacza kolejność pokoleń mistrzów od 1 patriarchy indyjskiego Mahakaśjapy.
Druga liczba oznacza kolejność pokoleń od 28/1 Bodhidharmy, 28 Patriarchy Indii i 1 Patriarchy Chin.
Trzecia liczba oznacza początek nowej linii przekazu w danym kraju.
- 33/6. Huineng (638–713)
  - 34/7. Qingyuan Xingsi (660–740)
    - 35/8. Shitou Xiqian (700–790)
      - 36/9. Tianhuang Daowu (748–807)
        - 37/10. Longtan Chongxin (782–865)
          - 38/11. Deshan Xuanjian (819–914)
            - 39/12. Xuefeng Yicun (822–908)
              - 40/13. Yunmen Wenyan (862–949) szkoła yunmen
                - 41/14. Xianglin Chengyuan (908–987)
                  - 42/15. Zhimen Guangzuo (zm. 1031)
                    - 43/16. Jiufeng Qin (bd)
                    - 43/16. Xuedou Chongxian (980–1052) autor Zapisków Błękitnej Skały
                      -                         - 44/17. Tianyi Yihuai (993–1064)
                          - 45/18. Yang Wuwei (bd)
                          - 45/18/ Yuantong Fashen (bd)

                        - 44/17/1. Chengtian Chuanzong (ta linia przekazu została przeniesiona do Wietnamu przez Caodonga (wietn. Thảo Đường))